# ريكو نوزاوا
ريكو نوزاوا (باليابانية: 野澤陸) هو لاعب كرة قدم ياباني في مركز الدفاع، ولد في 7 ديسمبر 1998 في توتشيغي في اليابان. لعب مع فنتفوريت كوفو.

## وصلات خارجية
- ريكو نوزاوا على موقع رابطة كرة القدم اليابانية للمحترفين (اليابانية)
- ريكو نوزاوا على موقع قاعدة بيانات كرة القدم.إي يو (الإنجليزية)
- ريكو نوزاوا على موقع Soccerway.com (الإنجليزية)
- ريكو نوزاوا على موقع عالم كرة القدم.نت (الإنجليزية)